# Bisdom Szombathely
Het bisdom Szombathely (Latijn: Dioecesis Sabariensis, Hongaars: Szombathelyi egyházmegye) is een in Hongarije gelegen rooms-katholiek bisdom met zetel in Szombathely. Het bisdom behoort tot de kerkprovincie Veszprém en is samen met het bisdom Kaposvár suffragaan aan het aartsbisdom Veszprém.
Szombathely werd rond het jaar 50 door de Romeinen gesticht en heette destijd Sabaria, of Savaria. Het was het religieuze centrum van Pannonië en in de 3e eeuw hoofdstad van Pannonia Prima. Er was destijds al een christelijke gemeente, maar deze werd door de Hunnen (rond 400) en Avaren (rond 550) tenietgedaan. Karel de Grote koloniseerde het gebied met Duitse kolonisten en bracht het gebied onder invloed van het aartsbisdom Salzburg. Ludwig de Duitser schonk Szombathely, of Steinamanger in het Duits, in 860 aan aartsbisschop Adalwin van Salzburg. Onder de Hongaarse koning Stefanus I werd het gebied waarschijnlijk in het jaar 1000 onder gezag van het bisdom Raab gebracht.
Maria Theresia van Oostenrijk stichtte in 1777 met goedkeuring van paus Pius VI het bisdom Steinamanger. Dit ging ten koste van delen van de bisdommen Raab, Veszprém en Agram (Zagreb). Onder de eerste bisschop János Szily werden een seminarie en een bisschoppelijk paleis gebouwd. Ook werd begonnen met de bouw van een kathedraal. Deze kwam in 1821 gereed.
Volgens het Verdrag van Trianon werd in 1922 een gebied met circa 100.000 katholieken afgestaan aan de nieuwe administratuur Burgenland. In 1923 werd een aantal parochies met circa 67.000 katholieken toegewezen aan het bisdom Lavant. Op 31 mei 1993 werd het bisdom suffragaan aan het nieuwe aartsbisdom Veszprém.
Patroon van het bisdom is de heilige Martinus van Tours (Sint-Maarten) die in 316 in Szombathely werd geboren.

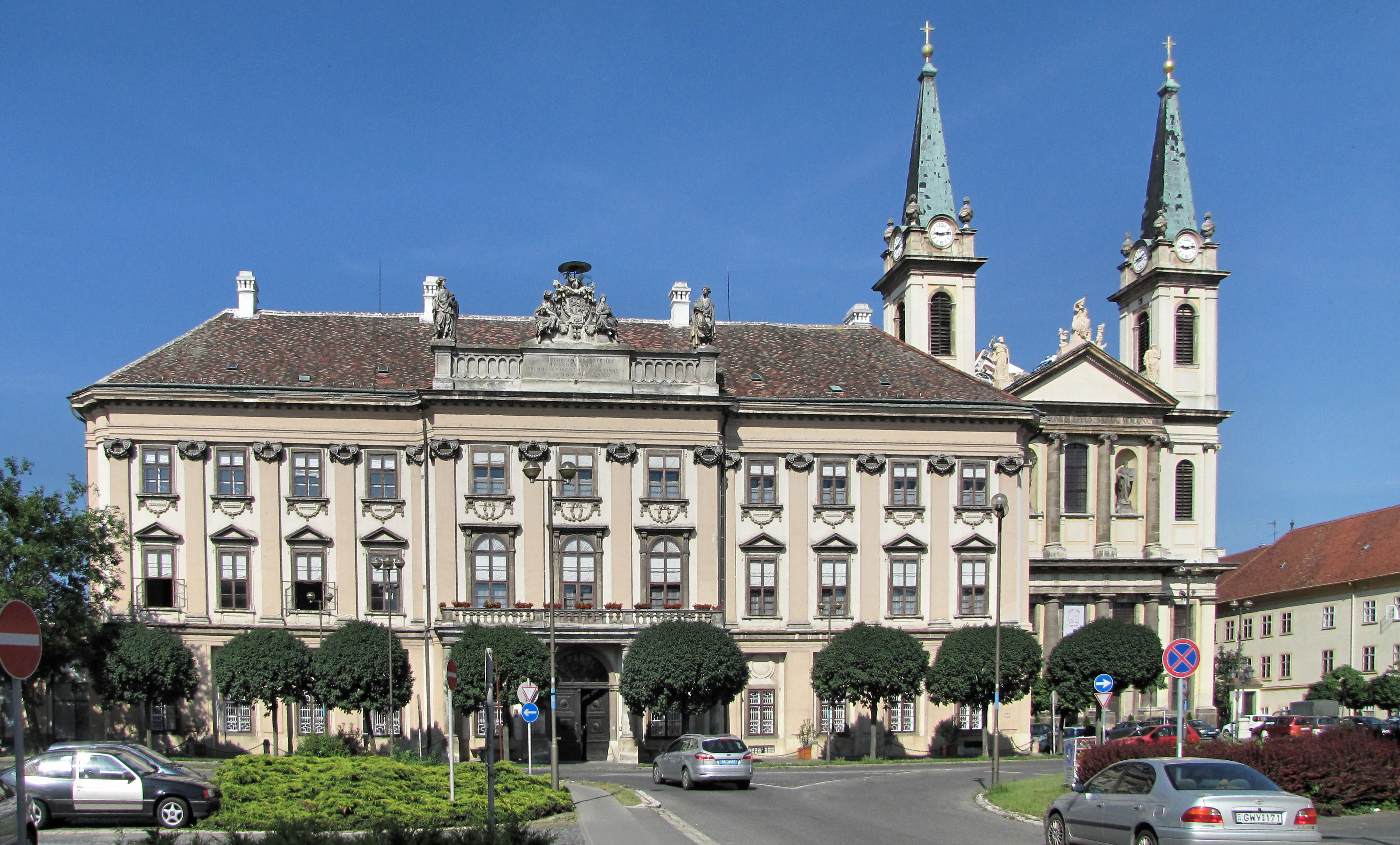
Bisschoppelijk paleis en kathedraal van Szombathely
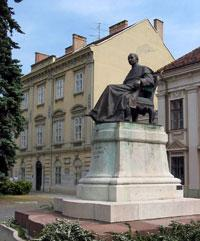
Standbeeld van de eerste bisschop van Szombathely: János Szily

## Bisschoppen van Szombathely
- 1777–1799: János Szily
- 1799–1804: Kardinaal Franziskus von Paula Herzan von Harras (František de Paula Hrzán z Harasova)
- 1806–1822: Lipót Perlaki Somogy
- 1822–1844: András Bőle
- 1844–1851: Gábor Balassa
- 1852–1869: Ferenc Szenczy
- 1869–1881: Imre Szabó
- 1882–1900: Kornél Hidasy
- 1901–1910: Vilmos István
- 1911–1936: János Mikes
- 1936–1944: József Grősz (later aartsbisschop van Kalocsa)
- 1945–1972: Sándor Kovács
- 1972–1986: Árpád Fábián OPraem
- 1987–2006: István Konkoly
- sinds 2006: András Veres